# Balàndinka
Balàndinka (en rus: Баландинка) és un poble de l'óblast de Saràtov, a Rússia, segons el cens del 2010 tenia 62 habitants. Pertany al districte municipal d'Arkadak.